# Castelo Melgund
O Castelo Melgund (em inglês:  Melgund Castle) é um castelo do século XVI atualmente em ruínas localizado em Aberlemno, Angus, Escócia.

## História
O castelo foi construído provavelmente por David Bethune por volta do ano 1560, imitando uma outra construção no mesmo local do século XV.
Encontra-se classificado na categoria "A" do "listed building" desde 11 de junho de 1971.

## Galeria

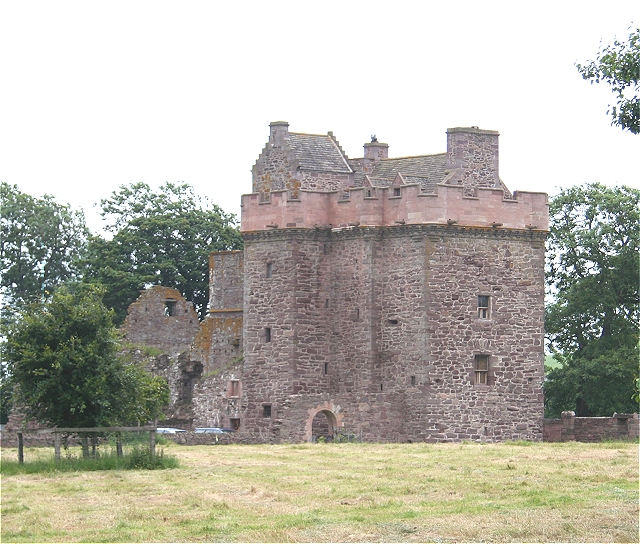